# Tambuko
Tambuko is een bestuurslaag in het regentschap Sumenep van de provincie Oost-Java, Indonesië. Tambuko telt 2718 inwoners (volkstelling 2010).